# 타즈루 소노코
타즈루 소노코(일본어: 田鶴 園子 たづる そのこ[*], 1907년 10월 25일 ~ 1989년 10월 8일)는 일본의 전 다카라즈카 가극단 남역이다.
오사카부 오사카시 텐노지구 출신이다. 본명은 타나카 토시코(田中利子)이다. 동생도 다카라즈카 출신인 미유키 이치코이고, 남편은 무성영화 시대의 스타 배우 오카다 토키히코이다. 외동딸 오카다 마리코도 배우 활동을 하고 있다.

## 약력ㆍ인물

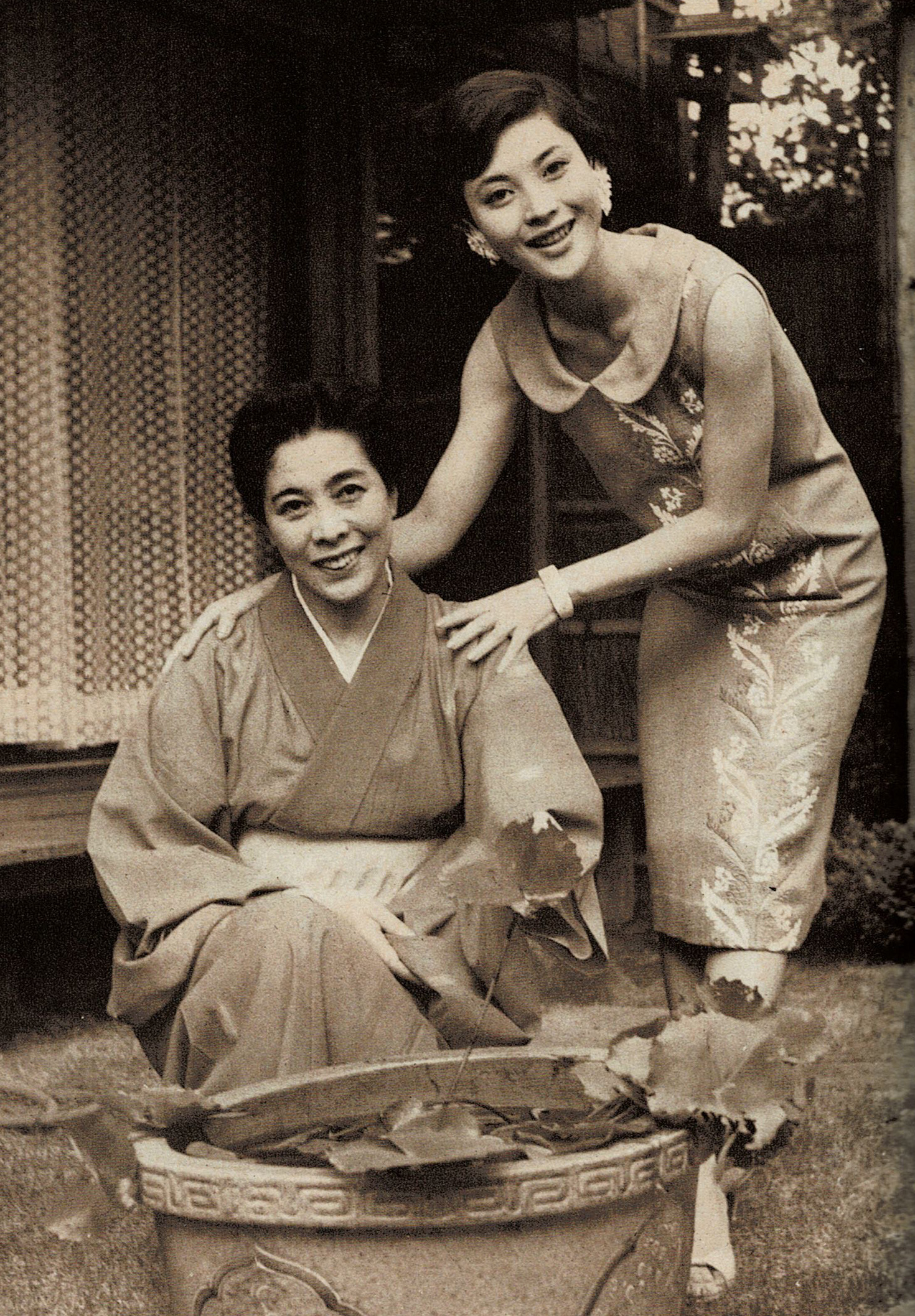
타즈루 소노코 (왼쪽), 오카다 마리코 (오른쪽). 1958년 사진.

1924년, 다카라즈카 소녀 가극단 (현 다카라즈카 가극단)에 다카라즈카 가극단 14기생으로써 입단했다. 동기생으로는 우라노 마츠호, 사가 아키라, 하츠네 레이코 등이 있다. 신출내기 시절부터 츠키구미, 1931년부터 하나구미에서 남역을 맡아, 1932년에 퇴단했다. 전년에 쇼치쿠 카마타 촬영소를 퇴사해 <후지 영화사>를 막 설립한 현대극 스타 오카다 토키히코와 결혼했다 (혼인신고는 하지 않음). 이듬해 1933년 1월 11일에는 도쿄 시부야구 요요기 (현 도쿄도)의 신혼집에서 마리코(鞠子, 오카다 마리코)를 낳았다.
1933년 봄, 교토의 신흥 키네마 교토 태진 촬영소 (제국 키네마 태진 촬영소의 후신)에 입사하는 남편 오카다와 함께 교토로 이주하지만, 이듬해인 1934년 1월 16일, 마리코가 만 1살이 된지 5일밖에 되지 않았는데, 토키히코가 결핵으로 30세의 나이로 사망했다. 이후, 혼자서 외동딸 마리코를 키우게 되었다.
1938년, 댄스교사 자격증을 따고, 단신으로 상하이의 일본인 조계지로 이사갔다. 그 사이, 마리코를 오오모리구 키타센조쿠쵸 (현 오오타구 키타센조쿠)에 사는 여동생 미유키 이치코에게 맡겼다. 1940년, 미유키가 토호에서 연출가로 있던 야마모토 시로와 결혼한 것을 계기로, 이듬해 1941년, 딸을 상하이로 데려왔으나, 1944년에는 다시 미유키에게 맡기게 되었다.
이후, 마리코를 1951년, 강한 희망으로 토호 연기 연구소에 입소시켰다 (제 3기 토호 뉴페이스). 마리코는 토키히코에게 예명을 준 타니자키 준이치로에 의해 오카다 마리코(岡田茉莉子)로 명명되어, 같은 해 8월 17일, 카와바타 야스나리 원작, 나루세 미키오 감독의 토호 영화 『마이히메(舞姫)』로 데뷔하게 되었다.
외동딸 오카다 마리코가 영화계에 입문해도, 분장실에 도와주러 오는 일 없이, 가정에서 오카다를 지탱하는 일에만 몰두했지만, 후에 오카다가 일의 중심을 영화에서 무대로 옮길 무렵부터는 오카다의 출연 무대 분장실에는 자주 얼굴을 내비치게 되어, 분장실 내에서도 그 인품을 사랑받았다고 한다. 1989년 10월 8일, 81세의 나이로 사망했다.

## 같이 보기
- 오카다 토키히코
- 오카다 마리코